# 卡爾萬卡區
13°44′32″S 73°47′12″W / 13.7422°S 73.7866°W
卡爾萬卡區（西班牙語：Distrito de Carhuanca），是秘魯的一個區，位於該國中南部阿亞庫喬大區的比爾卡斯瓦曼省，面積56.9平方公里，海拔高度2,960米，2005年人口1,201，人口密度每平方公里21人。